# Phacodes mirabilis
Phacodes mirabilis är en skalbaggsart som beskrevs av Mckeown 1940. Phacodes mirabilis ingår i släktet Phacodes och familjen långhorningar. Inga underarter finns listade i Catalogue of Life.